# Јардли Смит
Марта Марија Јардли Смит (енгл. Yeardley Smith; рођена: 3. јул 1964. године) је америчка глумица. Позната је по томе што даје глас Лиси Симпсон у серији Симпсонови.